# Karaïmes (peuple)
 (janvier 2015).
Si vous disposez d'ouvrages ou d'articles de référence ou si vous connaissez des sites web de qualité traitant du thème abordé ici, merci de compléter l'article en donnant les références utiles à sa vérifiabilité et en les liant à la section « Notes et références ».
Les Karaïmes sont un groupe ethno-religieux confessant le karaïsme (ou caraïsme ou charaïsme) qui est un courant issu du judaïsme rejetant la loi orale (le Talmud), n'observant que les prescriptions de la loi écrite (la Torah), adoptant un principe de libre interprétation du texte sacré sans recourir à l'autorité des écrits rabbiniques interprétant la Torah.
En adoptant ce principe de libre examen du texte sacré, les Caraïtes sont en quelque sorte les « protestants » du judaïsme.
Ce courant, proche de la doctrine antique du courant sadducéen pourrait se rattacher à ce courant. En effet, la 6e Mishna du 4e (et dernier) chapitre du traité talmudique Yaddayim (littéralement : les mains), relatif à l'impureté rituelle d'origine rabbinique, contractée par les mains, relate une controverse qui oppose un sage Pharisien, à un Sadducéen. L'exégète Rabbi Ovadia de Barténoura explique que cette secte opposée au judaïsme rabbinique est la continuité du courant sadducéen, fondée par Tsaddoq et Baïtoss, tous deux élèves du célèbre Antignoss Ish Sokho. Barténoura explique que tous deux décidèrent de créer un mouvement dissident du judaïsme en entendant leur maître enseigner : « Ne soyez pas comme des serviteurs qui servent leur maître dans le but d'obtenir une rémunération (...) ». Ils furent révoltés d'un tel enseignement et déduisirent que l'interprétation rabbinique était erronée. Barténoura justifie l'emploi du terme karaïsme, en le rapprochant du terme hébraïque Mikra, qui signifie écriture, et qui désigne, dans le langage rabbinique les textes du canon biblique juif.
Aussi, selon Barténoura, le terme karaïsme aurait été employé pour désigner cette secte, qui ne reconnaît que le Mikra, et pas l'interprétation rabbinique, consignée dans le Talmud et le Midrash.
Les Samaritains, eux aussi, n'observent que la loi écrite, rejetant le talmud. Cependant, karaïsme et samaritanisme sont deux courants distincts du judaïsme.

## Histoire

### Origines

#### La version essénienne
Le nom et l’adjectif « karaïme » sont actuellement utilisés en lieu et place de « karaïte ». Les Karaïmes eux-mêmes, tiennent particulièrement à cette orthographe, issue d'une rupture à la fin du XIXe siècle au sein du karaïsme, non pas sur le plan religieux mais sur l'appartenance à la communauté juive.
Pour certains auteurs, l’origine de ce schisme remonterait aux Esséniens, déjà présents à Jérusalem avant la destruction du Temple par les Romains. Cette théorie, particulièrement soutenue par Simon Szyszman (Opus cité 3), a été réactualisée après la découverte des manuscrits de Qumrân en 1947. Des auteurs (Kowzalsky et d'autres) ont en effet constaté une « analogie singulière » entre les écrits des anachorètes de la mer Morte et les textes karaïtes.

#### La version babylonienne
Pour d'autres, le karaïsme ne serait apparu, en tant que tel, qu'au VIIIe siècle de notre ère, à Babylone, en réaction au judaïsme rabbinique que les interprétations du Talmud, devenues dominantes, auraient trop éloigné des textes bibliques.

#### L'enseignement d'Anan ben David
Quelle que soit l'origine de cette secte, toutes les sources s’accordent pour reconnaître en Anan Ben David le premier théoricien du karaïsme dont il serait en quelque sorte, le véritable fondateur. Il vécut en Mésopotamie, au VIIIe siècle de notre ère, et rédigea le texte fondateur, le plus ancien document karaïme connu : « Le Livre des Préceptes », en araméen, ultérieurement traduit en hébreu puis en arabe. Ainsi aurait été suscitée l’unification de plusieurs sectes dissidentes du judaïsme. Recommandant le retour exclusif au texte écrit de la Torah, Anan Ben David prônait également l’observation stricte des Dix commandements.
Ses successeurs se transportèrent à Jérusalem d’où ils menèrent une activité missionnaire intense auprès des communautés juives, ainsi que de certains peuples du Bassin Méditerranéen (Syrie, Égypte, Afrique du Nord, Espagne), de la mer Noire et de la mer Caspienne et peut-être même jusqu'aux peuples des Indes.
Quoi qu'il en soit, le karaïsme, en rejetant le Talmud et en prônant une stricte observance des écrits bibliques, modifiait certains points rituels :
- les fêtes religieuses juives sont célébrées à des dates différentes ;
- le rituel à la kénésa a subi de profondes influences extra-judaïques avec notamment l'introduction de la prosternation (pratiquée dans l'Islam) et de la génuflexion. À ce sujet, plusieurs auteurs s'interrogent sur l'existence de karaïmes musulmans (ou même chrétiens). Ces points, certes intéressants, seraient à approfondir mais, à l'évidence, ils dépassent le cadre de cet article.

Surtout la cacherout (règles concernant la surveillance et les rituels alimentaires) est interprétée différemment :
- les restrictions alimentaires sont différentes ;
- la tebila, (le bain rituel nécessaire après un accouchement ou des menstruations), est abolie.

### De l'Orient biblique à l'Europe orientale
Les peuples, ci-dessus, comprenaient principalement les Khazars de Crimée.
Appartenant à la branche turque du groupe altaïque, les Khazars étaient alors à leur apogée politique et territoriale et leur souverain s’était converti au monothéisme biblique au VIIIe siècle. De là à penser qu’il s’agissait du karaïsme et non du judaïsme, c’est un pas que certains auteurs karaïmes n’ont pas hésité à franchir. L’origine khazare des Karaïmes de Lituanie et de Crimée, est un fait hautement revendiqué par de nombreux auteurs comme Abraham Firkovitch, Simon Szyszman ou Ananias Zajaczkowski (lequel s’appuie essentiellement sur des arguments linguistiques).
Pour les communautés du Moyen-Orient, cette époque est unanimement qualifiée « d’âge d’or du karaïsme », malgré des conflits entre juifs rabbiniques et karaïmes, le centre restant Jérusalem où est fondée une académie karaïme. Mais avec l’arrivée des croisés, les Karaïmes quittent Jérusalem et se déplacent vers Le Caire et surtout vers Constantinople et les Balkans. Après la conquête de Constantinople par les Ottomans, puis l’expulsion des Juifs d’Espagne en 1492, puis du Portugal, les communautés karaïmes suivent le même exode et vont enrichir les communautés existantes, notamment en Crimée qui devient un foyer important avec sa capitale Çufut Qale. Les Karaïmes y jouissent d’une organisation politique autonome, tout en reconnaissant la souveraineté mongole (Horde d'or) qui s’exerce alors sur l’ancien territoire des Khazars, puis sur le Khanat de Crimée.
C’est à la fin du XIVe siècle que se situe le transfert de prisonniers, tatars pour la plupart, par le vainqueur de la Horde d'or, Vytautas le Grand, grand-duc de Lituanie. Parmi ces prisonniers, se trouvent un certain nombre de Karaïmes dont Vytautas veut faire sa garde personnelle. Ces captifs rejoignent de petites communautés isolées provenant de migrations naturelles antérieures, survenues en petites vagues successives. Vytautas le Grand leur accorde un statut spécial et les établit notamment dans sa capitale, Trakai.
Devant les menaces extérieures répétées de la Horde d'or et des Chevaliers Teutoniques, ajoutées aux risques de trahisons intérieures, le grand-duc se dote d’un solide dispositif de défense. L’élément le plus puissant en est le château de Trakai établi de 1397 à 1403, sur une île du lac homonyme. Pour se constituer une garnison fiable et fidèle, il choisit des Karaïmes qu’il avait appris à connaître et à apprécier lors de ses précédentes expéditions dans le khanat de la Horde d'Or et en Crimée.
Par ailleurs, Vytautas installe d’autres Karaïmes au Nord de la Lituanie, tout au long de la frontière qui sépare le grand-duché des possessions des Chevaliers Teutoniques, là où sont implantées des forteresses. De plus, il existe alors dans l’armée lituanienne un régiment karaïme, ainsi qu’un détachement karaïme au service de la Maison Radziwill, puissante famille d'origine lituanienne. Enfin les Karaïmes participent à une sorte de service de gendarmerie dans tout le pays.
En échange de leur service, les soldats karaïmes reçoivent des terres, ce qui les rapproche du statut de la noblesse. Parallèlement, se développe une bourgeoisie karaïme qui se consacre au commerce et au fermage des douanes. Cette communauté jouit d’un statut exceptionnel qui s’apparente aux privilèges accordés aux villes libres par le droit de Magdebourg obtenu en 1441. Leurs érudits connaissant quatre alphabets (hébreu, arabe, cyrillique, latin), la position des Karaïmes est renforcée par le rôle d’intermédiaires qu’ils jouent dans les régions dont ils connaissent les différentes langues. En outre, ils peuvent communiquer avec l'Islam et servent, par exemple, d’intermédiaire pour le rachat des prisonniers. Ils entretiennent d’excellentes relations avec les communautés karaïmes de Crimée, tout en jouissant d’une parfaite intégration locale.
Après la Réforme, l’intérêt qu’ils suscitent se renforce. C’est ainsi que le roi Charles XI dépêche en mission un professeur de l’université d'Uppsala, Gustav Peringer, qui, en 1690, se rend par Riga en Lituanie. Son Epistola de Karaitis Lithuaniae est une mine de renseignements, notamment sur la langue. Il insiste sur la distinction entre Juifs et Karaïmes de Lituanie. Selon Peringer, ces derniers parlaient alors le turc et utilisaient cette langue pour leur liturgie.
Mais après cette époque d’épanouissement, ces territoires sont le théâtre de guerres, d’invasions, d’épidémies et de famines qui affaiblissent la situation des Karaïmes. C’est d’ailleurs à cette époque, en réaction, qu’est rédigé par Isaac de Troki (opus cité, 6), un pamphlet contre la chrétienté, Le Rempart de la foi, qui attire l’attention bienveillante de Voltaire.
Après le troisième partage de la Pologne en 1795, la majeure partie de la population karaïme d’Europe se retrouve dans l’Empire russe, à l’exception d’un petit nombre en Galicie qui fait partie, depuis 1772, de l’empire d’Autriche. La couronne autrichienne leur concède un statut particulier en 1775.
La domination russe s’annonçait sous de bons auspices : en 1794 une délégation de six nobles karaïmes auprès de Catherine II, la grande Catherine, obtient une reconnaissance particulière dont ne bénéficiaient pas les Juifs desquels ils sont désormais bien distincts (alors que cette distinction entre Karaïmes et Juifs rabbiniques était à peine marquée pour les communautés du Moyen-Orient…).
Ils sont d’ailleurs exemptés de conscription militaire en 1827 et sont reconnus comme nationalité au sein de l’Empire en 1863. La communauté karaïme de Crimée est alors plus importante que la communauté juive dans l’Empire. C’est là, à Çufut Qale et à Eupatoria (où vivait la célèbre famille Douvan) que se développent quelques imprimeries karaïmes, phénomène nouveau, contrairement aux Juifs qui avaient largement profité de la diffusion permise par l’imprimerie dès le début de celle-ci.

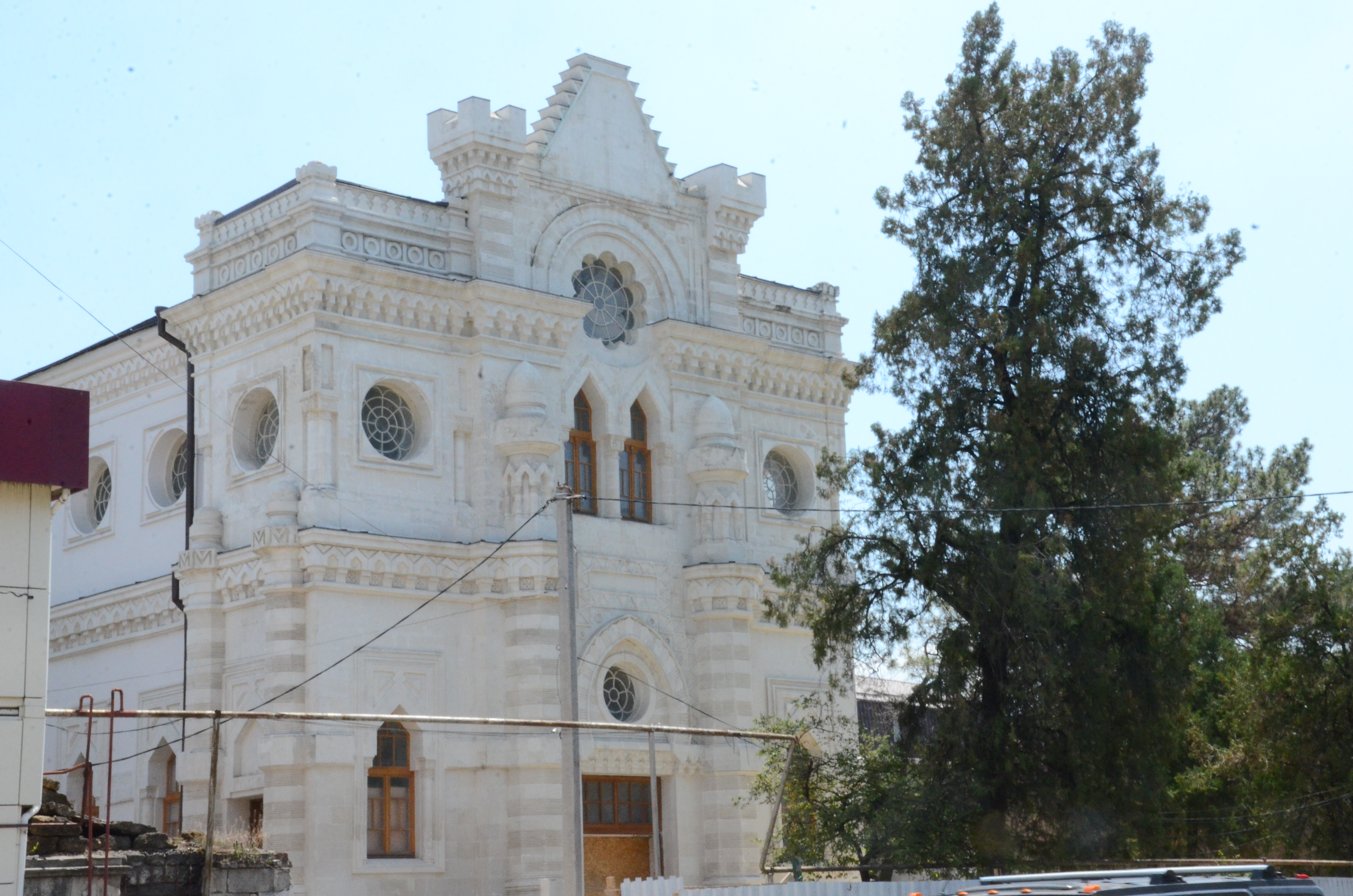
La Synagogue Karaïte de Simféropol construite en 1896.

Jean-Charles de Besse écrit en 1838 : « les Juifs Karaïms ou Karaïtes n'ont aucun rapport avec les Juifs connus en Pologne et dans le reste de l'Europe ; ils vivent séparément et sont adonnés exclusivement au commerce, dans lequel ils ont acquis la réputation d'honnêtes gens aux dépens de leurs confrères, qui sont regardés comme réprouvés... ils s'habillent à la turque et imitent la gravité des Musulmans ; leurs manières sont engageantes, bien différens en cela de leurs confrères, qu'ils méprisent souverainement et avec lesquels ils évitent tout contact. Leur dogme diffère en cela qu'ils se tiennent à la lettre de la doctrine de Moïse ; ils condamnent toutes les innovations qui ont été introduites parmi les Juifs européens. Leurs femmes passent pour être très belles ; c'est dommage que leurs maris, imitant scrupuleusement les coutumes turques à cet égard, ne permettent pas à leurs femmes de sortir sans être entièrement voilées, et chez elles les hommes ne sont pas reçus du tout ».

### Dans la tourmente de l'histoire contemporaine
Dès le début du XIXe siècle, on assiste à une migration progressive vers les grandes villes de l’Empire où l’intégration des Karaïmes et leur situation économique favorable les amène à une dilution progressive de leur héritage culturel et de leur structure séculaire. Leur identité s’affadit alors même que leur nombre croît, car des Karaïmes d’autres communautés sont attirées par ces conditions économiques.
La Première Guerre mondiale marque le début d’épreuves auxquelles les Karaïmes d’Europe ne peuvent résister. Dans les communautés passées sous régime soviétique, la politique anti-religieuse entraîne la fermeture de lieux de culte et la perte de bibliothèques inestimables. Quant aux communautés de Pologne – dont celles de Vilnius et Trakai, villes devenues polonaises dans l’entre-deux-guerres, elles s’enferment dans un particularisme local dépourvu de ce courant d’échanges qui a toujours caractérisé cette culture.

### En Lituanie, les Karaïmes épargnés par laShoah
Au cours des années 1930, une étude contribue au devenir des Karaïmes face aux mesures hostiles aux juifs prises par le nazisme. En 1934 le Comité italien pour l’étude des problèmes de populations, dirigé par l'économiste Corrado Gini, envoie plusieurs enquêteurs-rapporteurs en mission en Pologne et en Lituanie auprès des communautés karaïmes. Par rapport à la population juive traditionnelle, ils notent des conditions de vie plus confortables, et surtout une tradition d’agriculture et d’horticulture très spécifiques. Ces enquêteurs exposent dans leur rapport, les relations des Karaïmes avec les autres communautés : les notables karaïmes insistent notamment sur leurs bonnes relations avec la population locale et notamment les Tatars (peuple d’origine turque également) mais sur l’absence de relations avec la population juive. De leur côté les enquêteurs relèvent une attitude anti- rabbinique de la population karaïme, ce qui correspond à une tendance avérée des Karaïmes de la zone de se démarquer des Juifs depuis la fin du XVIIIe siècle, en se fondant le plus possible à la population locale. D’ailleurs rien dans leur costume quotidien, en dehors parfois un couvre-chef particulier de type turc, ne les distingue, dans la rue, du reste de la population.
Cependant, avec la montée du national-socialisme et le développement du Bund en Pologne (organisation sioniste), la question de leur appartenance au judaïsme se pose avec une acuité cruciale. Dès 1938 une décision du « Bureau du Reich allemand pour les recherches sur la race », à Berlin, décrète que la « secte des Karaïtes » ne doit pas être considérée comme une communauté juive.

### Depuis l'indépendance de la Lituanie

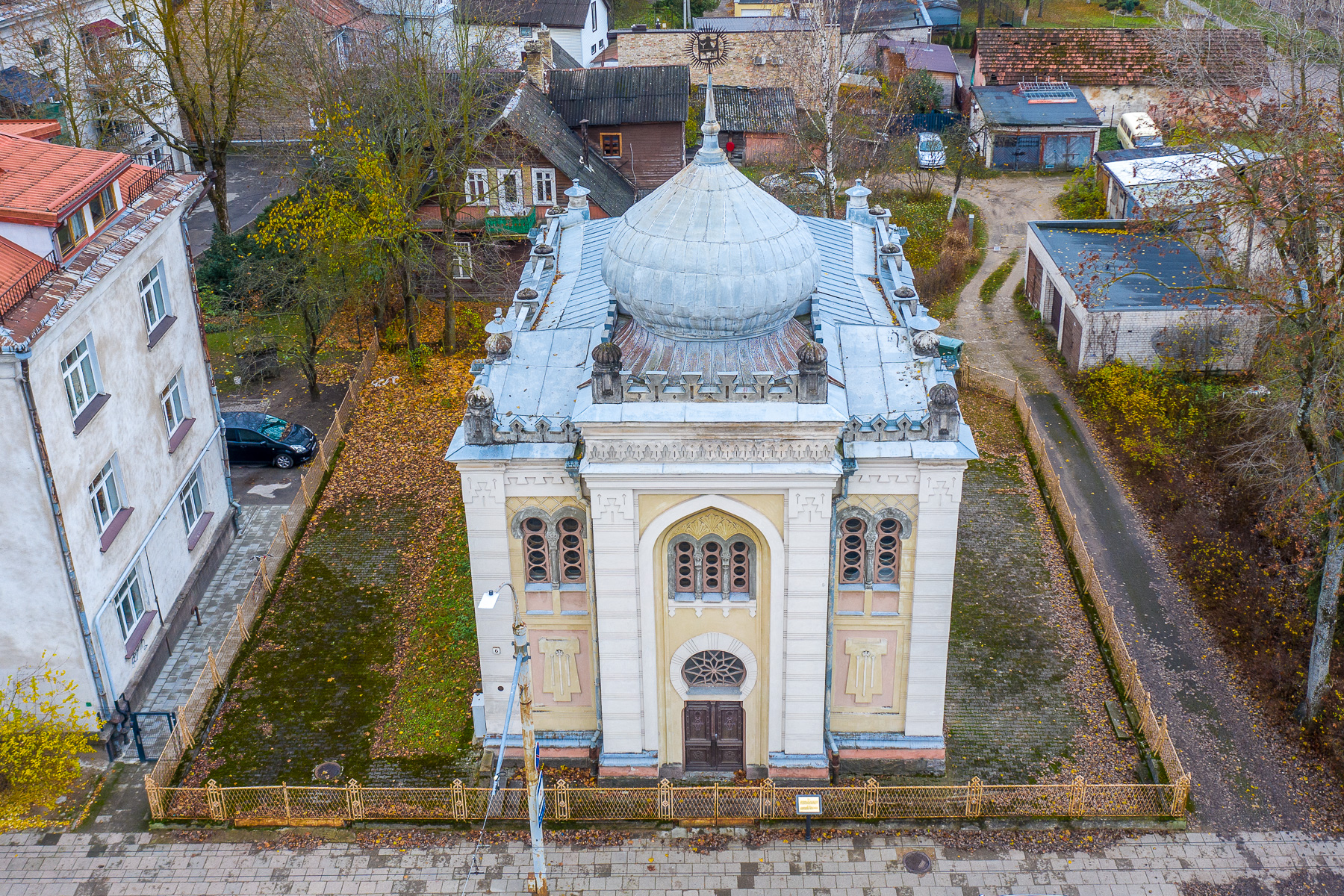
Synagogue karaïte de Vilnius (Lituanie).

Un mouvement de renaissance bien visible depuis l’indépendance de la Lituanie (mais déjà émergent sous la Perestroïka) s'est amorcé, comme pour d’autres minorités. Ce mouvement débouche naturellement, sur des manifestations d’existence et d’identité. Ainsi, l’année 1988 voit la reconstitution d’une association culturelle karaïme, 1990, l’organisation d’une école du dimanche. En 1992, on rend solennellement la kenesa de Vilnius au culte, après que la communauté a récupéré le bâtiment précédemment nationalisé et occupé par plusieurs familles pendant la période soviétique.
En 1997 des célébrations importantes eurent lieu pour commémorer les 6 siècles de présence, sur le territoire lituanien, de deux communautés apparentées : les Tatars et les Karaïmes.
À cette occasion de nombreuses manifestations furent organisées. En ce qui concerne les Karaïmes, un ouvrage de référence (opus cité 4) fut publié, résultat des recherches de la responsable des Minorités au sein du premier gouvernement de la Lituanie indépendante en 1991, Halina Kobeckaite Une étude ethno-statistique importante fut menée par le département de la Statistique de Lituanie dont on peut extraire le chiffre global de 257 Karaïtes dont 16 enfants en Lituanie en 1997 (opus cité 4).
Parmi les nombreux signes marquant la place donnée à cette petite communauté, on peut relever une exposition à la Bibliothèque nationale, une conférence internationale à l’Académie des sciences, l’émission d’un timbre et d’une pièce commémorative de 50 litas (la monnaie locale), une soirée de théâtre en présence de Vytautas Landsbergis, président du Parlement et d’Algirdas Brazauskas, président de la République, et une célébration dans la kénésa de Trakai, haut lieu du karaïsme.

## Culture karaïme

### La langue: trésor identitaire
Époque biblique : si les premiers textes furent bien écrits en araméen (le Codex d’Anan), puis en hébreu, on trouve ultérieurement des textes écrits en langue karaïte mais en caractères arabes et ce jusqu’au XVe siècle.
Depuis le XVIe siècle, en Crimée comme en Lituanie, les auteurs utilisent surtout le karaïme, langue turque (du groupe des langues altaïques = non indo-européennes), appartenant au sous-groupe du kiptchak, comme le tatar.
Au XIXe siècle un érudit de Crimée tenta de synthétiser les connaissances de l’époque sur les Karaïmes. Il s’agit d’Abraham Firkovich (1785-1874) qui, à la demande du gouverneur de la Nouvelle-Russie, Mikhaïl Semionovitch Vorontsov, partit de Crimée pour la Syrie, la Palestine, l’Égypte et Jérusalem et rassembla un fonds de manuscrits en différentes langues, réalisa des 'interviews', des rapports ; en bref Firkovich effectua un travail de collecteur. Cet ensemble est actuellement déposé à la Bibliothèque nationale russe (précédemment appelée Bibliothèque Saltikov-Chtchédrine) à Saint-Pétersbourg.
Cette langue, utilisée dans la liturgie, est encore parlée telle quelle par quelques anciens ou par des intellectuels karaïmes. Faite originellement de caractères arabes, ce langage est actuellement, transcrite en caractères latins ; et l'on note un regain d’intérêt chez de jeunes militants de la langue et de l’identité. Les emprunts lexicaux à l’hébreu, à l’arabe et au persan, relevés par certains auteurs, ne sont pas même mentionnés par certains Karaïmes qui insistent au contraire sur l’archaïsme de cette langue turque conservée en l’état.
La langue karaïme, tout de même très archaïque, entourée de langues aussi puissantes que modernes — lituanien, russe, biélorusse, polonais, yiddish, allemand — s’est malgré tout conservée, « comme une mouche incluse dans l’ambre », selon la métaphore du linguiste polonais T. Kowalski (opus cité 4).

### La spiritualité karaïme
On l’aura compris, une place particulière est réservée au karaïsme et aux Karaïmes en Lituanie. Cette communauté est une minorité historique qui a partagé l’histoire du pays à travers ses vicissitudes et dont la seule évocation, au temps du soviétisme, rappelait le grand Duc Vytautas le Grand et la fière indépendance de ce petit pays : la Lituanie.
Il faut aussi signaler l'important stock de manuscrits karaïmes qui se trouvait encore en 1995 à la synagogue karaïme (kénésa) du Caire (on en serait sans nouvelles depuis).

## Population actuelle

### La diaspora karaïme
En Israël, 25 000 karaïtes, originaires d'Égypte et d'Irak, dont 10 000 pratiquants, 12 synagogues ou kenessas et 10 oratoires (Ramla, Ashdod, Beer Shva, Ofakim, Kiryat Gat, Bat Yam, Arad, Jérusalem, Beit Ezra et Renan). Le Hakham al-Akbar (grand rabbin karaïte) Moshe Ben Yosef, siège à Ramla.
Aux États-Unis, une centaine (notamment San Francisco, une synagogue ou kenessa à Daly City, centre de KJA, Karaite Jews of Americas).
Au début du XXIe siècle, on estime qu'il y a à peu près 25 000 karaïmes dans le monde, principalement en Israël.
En Turquie leur nombre est estimé actuellement à une centaine d'individus. Ils préservent leur synagogue dans le quartier Hasköy (La synagogue souterraine). À noter que cette communauté ne s'estime pas être en diaspora.
La communauté karaïtes d'Europe orientale a été presque entièrement assimilée et ne compte plus de lieux de culte actifs.

### En Lituanie

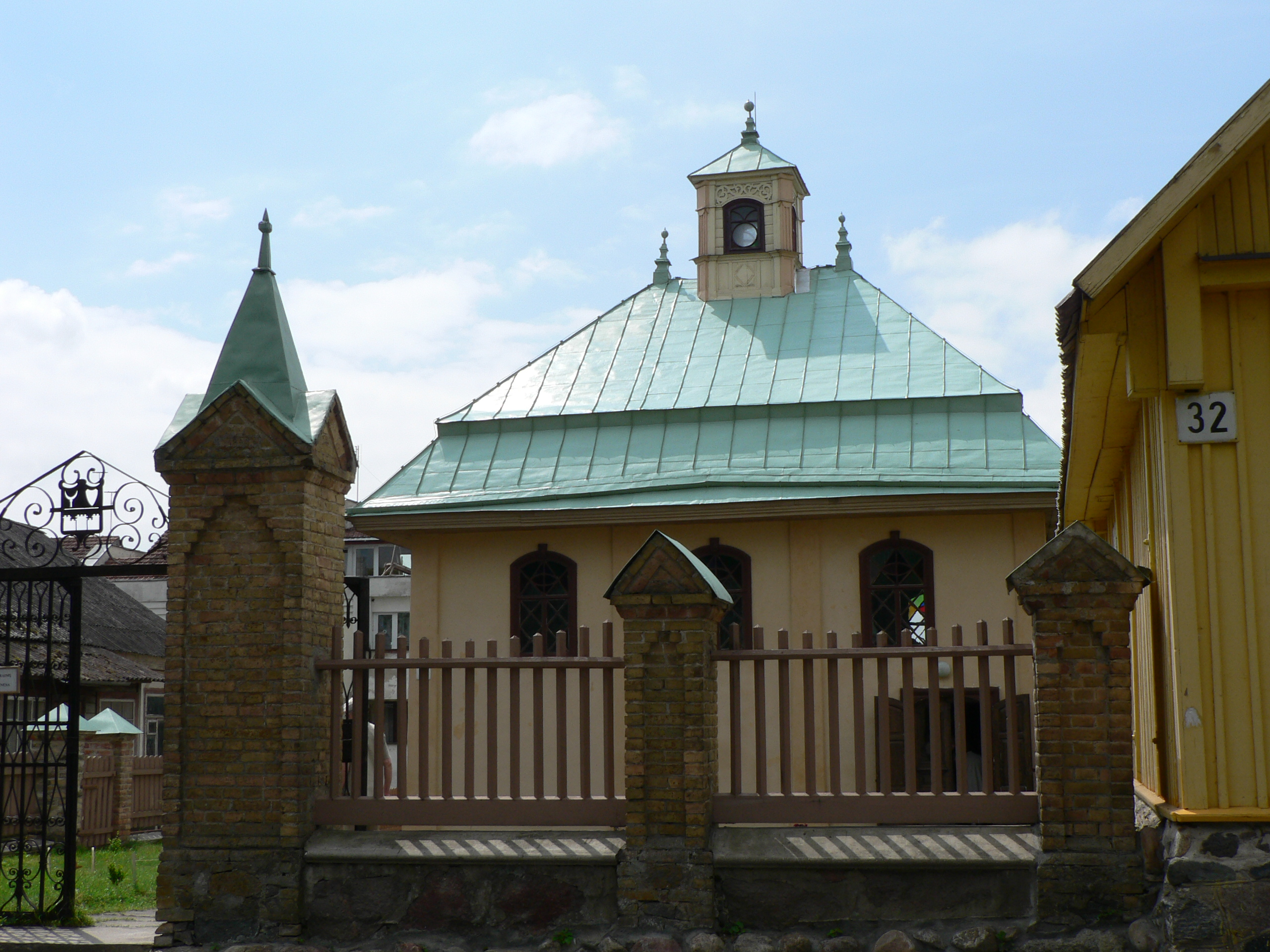
Kenessa karaïme de Trakai

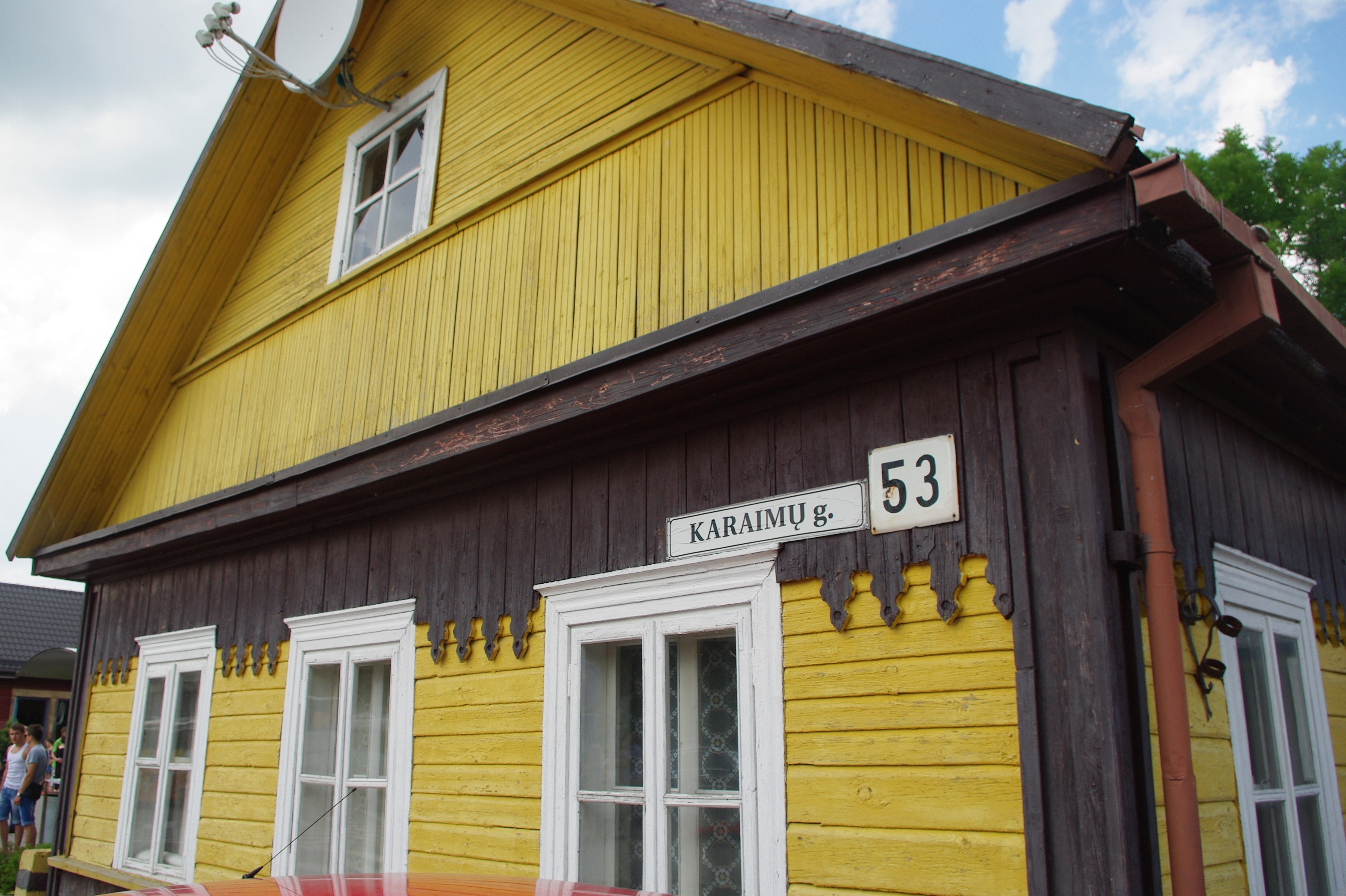
Maison karaïme à trois fenêtres dans la rue des Karaïmes à Trakai

En Lituanie même, foyer principal de la culture karaïme :
- environ 300 familles au total vinrent en Lituanie de l'Orient, Crimée, Kazakhstan, Proche-Orient, etc.
- en 1997, une étude ethno-statistique importante fut menée par le Département de la Statistique de Lituanie dont on peut extraire le chiffre global de 257 Karaïtes dont 16 enfants en Lituanie (opus cité 3).

On peut rapprocher ce chiffre de ceux des années précédentes : 1959 = 423 ; 1970 = 388 ; 1979 = 352 ; 1989 = 289, encore que pour la période soviétique les statistiques soient aujourd'hui unanimement considérées comme peu fiables.